# Curon
Curon é uma série italiano de suspense, drama e supernatural, lançada no dia 8 de junho pela Netflix globalmente. Ela foi criada por Ezio Abbate, Ivano Fachin, Giovanni Galassi e Tommaso Matano, é estrelada por Margherita Morchio e Federico Russo.

## Enredo
Os gêmeos Daria (Margherita Morchio) e Mauro Raina (Federico Russo) retornam à estranha cidade natal de sua mãe, Curon, no norte da Itália. Dezessete anos atrás, sua mãe Anna Raina (Valeria Bilello) fugiu da cidade, grávida dos gêmeos, após a morte trágica de sua própria mãe. Os três chegam ao hotel da família, que está fechado desde então. Depois de uma recepção calorosa, torna-se evidente que ninguém quer Anna e seus filhos de volta à cidade, nem mesmo o pai de Anna, Thomas (Luca Lionello). De fato, os gêmeos também não querem ficar, estão ansiosos para voltar para sua casa em Milão.

## Atores e Personagens
- Valeria Bilello como Anna Raina
- Luca Lionello como Thomas Raina,
- Federico Russo como Mauro
- Margherita Morchio como Daria Raina,
- Anna Ferzetti como s Klara Asper,
- Alessandro Tedeschi como Albert Asper,
- Juju Di Domenico como Micki Asper,
- Giulio Brizzi como Giulio Asper,
- Max Malatesta como Michael Ober
- Luca Castellano como  Lukas,